# Trienni Constitucional a Mallorca
El Trienni Constitucional (1820-1823) fou una nova etapa inaugurada per l'aixecament militar del coronel Quiroga i el comandant Rafael del Riego a Cabezas de San Juan (província de Sevilla). Un cop més, els liberals ocuparen el poder i el monarca es va veure obligat a acceptar la Constitució de 1812.

## Actuació del govern liberal
Aquests esdeveniment sembla que varen tenir poques repercussions sobre el poble mallorquí, que acceptà amb una certa indiferència el retorn dels governants i polítics que entre 1810-1812 i 1814 havien defensat les idees liberals. Quasi immediatament es va procedir a l'elecció de nous batles i regidors i la Diputació Provincial va ser restablerta amb les mateixes persones que el 1814. Ramon Despuig, comte de Montenegro, Guillem Moragues i Miguel de la Victorica varen ser elegits diputats a Corts i Guillem Ignasi de Montis accedí al càrrec de Cap Superior Polític. Els liberals empresonats, Argüelles i Alvarez Guerra foren alliberats i les despulles del general Lacy s'embarcaren amb tots els honors cap a Barcelona, alhora que arribaven desterrats a l'illa personatges absolutistes.
Entre les mesures adoptades pel govern liberal cal destacar:
- Abolició definitiva de la Inquisició (l'edifici va ser enderrocat l'any 1823 per decisió de l'Ajuntament de Ciutat.
- Restabliment de la legislació desamortitzadora iniciada per les Corts de Cadis que si bé a Mallorca determinà la supressió de dotze convents, més els dels dominics i agustins de Ciutat, no tengué transcendència, ja que la reacció absolutista (1823) retornà els béns eclesiàstics expropiats als respectius ordes religiosos.

## Oposició absolutista: la sublevació de Campos
Aquestes actuacions mobilitzaren el clergat reaccionari, que va promoure una activa campanya antiliberal amb la finalitat de defensar l'Antic Règim. Aquesta tasca es va materialitzar en una sèrie de conspiracions i avalots absolutistes, primer a Ciutat (1821) i després a Campos (1822) on la sublevació contra el règim adquirí un caire violent. Les tropes enviades des de Ciutat aconseguiren dominar la sublevació de Campos i les autoritats liberals prengueren mesures repressives: seixanta homes de Campos i vint de Santanyí foren empresonats i els dos principals instigadors de l'alçament varen ser afusellats a Llucmajor.

## Premsa i educació
En aquests anys es torna a assistir a una altra reviscolada de la premsa política (Redactor Constitucional y Político de Mallorca, Correo Constitucional de Mallorca, Aurora Constitucional de Mallorca, entre altres). Cal destacar la figura de l'advocat Joan Josep Amengual i Reus que va treure a la llum el Setmanari Constitucional, escrit íntegrament en català, va ser l'autor d'una traducció al català de la Constitució de Cadis i que publicà a la premsa local una sèrie de col·loquis o converses, gènere que presenta dos o més personatges dialogant (en prosa o en vers) sobre temes del moment. Tècniques que els absolutistes durant la Dècada Ominosa no dubtaren tampoc en utilitzar.
En el clima de renovació que es respirava els liberals, convençuts que l'analfabetisme era un important obstacle per a consolidar el seu règim, promogueren una sèrie de projectes per millorar el deficient panorama educatiu de Mallorca. La feina en aquest sentit va ser important, encara que moltes de les reformes no tengueren temps de donar fruit a causa de la brevetat de la seva estada en el poder.
Els tres anys de règim constitucional a Mallorca no varen ser fàcils. La gestió liberal topà amb una forta oposició absolutista. I, a més, el trienni coincidí amb un moment problemàtic de l'economia mallorquina, agreujat per la incidència de dues epidèmies (una de pesta que començà a la comarca d'Artà el maig de 1820 i l'altra de febre groga que afecta Ciutat el setembre del 1821).